# Andreas Hedlund (arrangör)
Ej att förväxla med sångaren och musikern Andreas Hedlund (aka Vintersorg) (född 1973).
Per Andreas Hedlund, född 20 september 1983 i Bromma församling i Stockholm, är en svensk arrangör, kompositör, låtskrivare och orkestrerare, främst känd för sin medverkan som upphovsman till arrangemang i Score Orchestral Game Music, en produktionsserie av bland annat Orvar Säfström. Han var även medkompositör till "En värld full av strider (Eatneme gusnie jeenh dåaroeh)" med artisterna Jon-Henrik Fjällgren feat. Aninia, som placerade sig på 3:e plats i Melodifestivalen 2017, samt "Icarus" framförd av Emmi Christensson i Melodifestivalen 2018.
Andreas Hedlund har samarbetat med artister som Nina Persson, Peter Jöback, Frida Hyvönen, Emil Svanängen (aka Loney Dear), Annika Norlin, Sofia Karlsson, med flera.
Han har även medverkat som kompositör och assisterande musikproducent inom film, t.ex. dokumentären "Jag stannar tiden" (SVT), samt Youtube-kanalen Cinemassacre (aka Angry Videogame Nerd / Board James).
 Score Orchestral Game Music sändes för första gången i SVT 30/1 2016, tillsammans med dokumentären "Blip blop" som även innehöll inslag från konserten.